# 刘宇 (艺人)
劉宇（2000年8月24日—），男，安徽涇縣人，中國大陸歌手、舞者及演員，所属經紀公司為嗶喲嗶喲文化，曾為國際化男子偶像組合INTO1成員兼中心位及隊長。
他於2021年2月17日參加騰訊視頻偶像男團競演養成類真人秀節目《創造營2021》，擔任主題曲中心位，並於4月24日最終排名獲得第1名，成為限定男團「INTO1」隊長，並擔任組合中心位。其粉絲名為「魚丸」、「鯊姐」，應援色為「青瓷藍」。

## 經歷

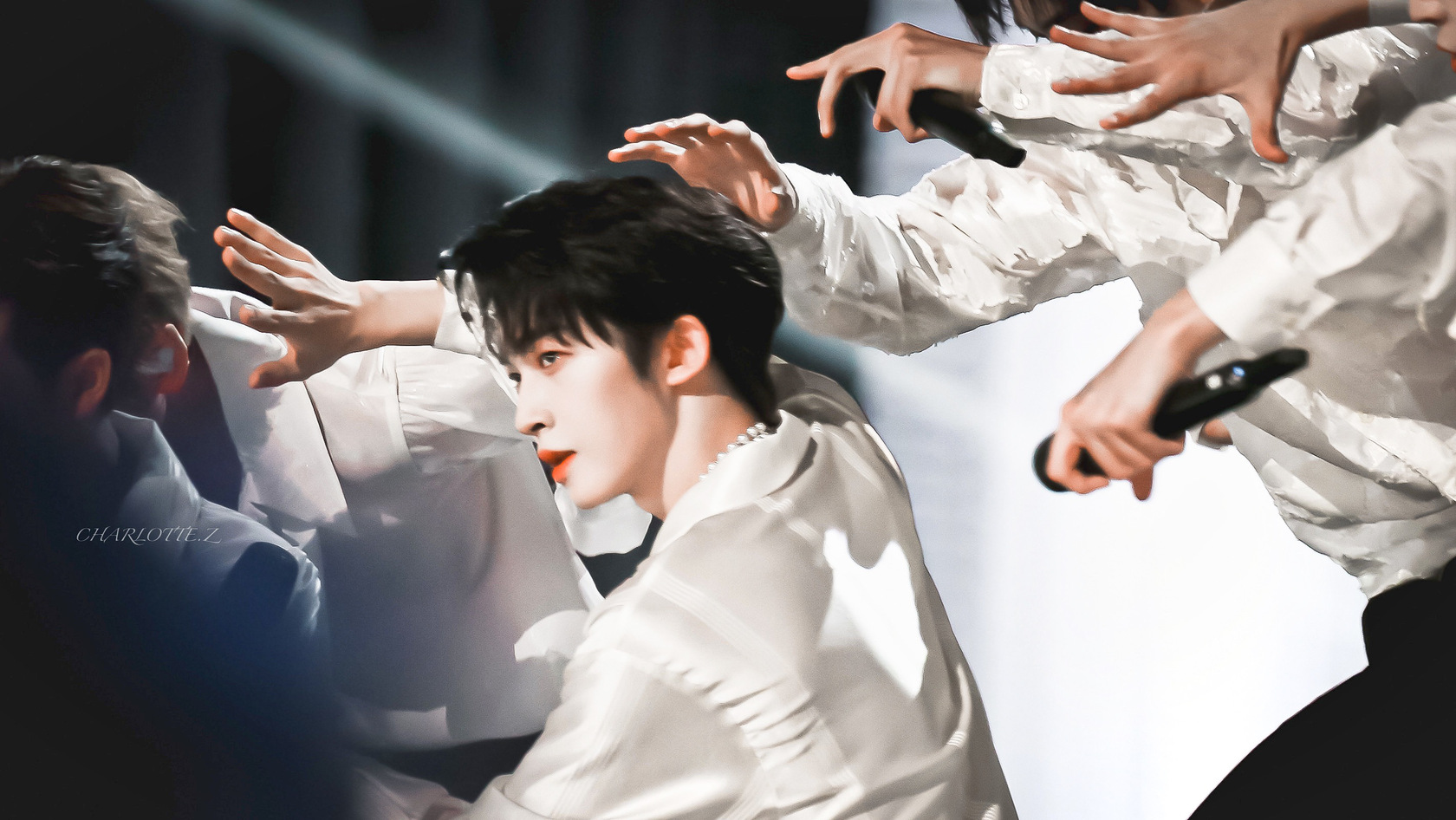
在《創造營2021》總決賽《少年的模樣》舞台

2018年10月6日，參加愛奇藝國風文化創新推廣唱演秀《國風美少年》，最終獲得全國三強及分數排名第2名成績。
2019年10月，首次參演愛奇藝電視劇《親愛的藥王大人》，在劇中飾演「楚啓賢」。11月，发表个人单曲《靠岸》。12月，参加“世梦圆华”中意文化盛典，获得“中意文化推广使者”称号以及“中意文化盛典最佳舞者”奖项。
2021年2月17日，參加騰訊視頻偶像男團競賽養成類真人秀節目《創造營2021》。3月13日，參演《創造營2021》主題曲的舞台版MV，劉宇成為中心位。4月24日，以最終排名獲得第1名的優秀成績，成為國際化男子偶像組合INTO1成員兼中心位，更是創系列以來，首位打破「初C不是終C」魔咒的选手。

### 《創造營2021》
- 進入出道組排名為粗體字。

| 期数   | 排名  | 升降   | 票數 （撑腰值）  | 評級  | 備註                 |
| 第二期 | 第7名 | 不適用 | 未有公佈撑腰值   | A → A |                      |
| 第三期 | 第6名 | ▲ 1    | 未有公佈撑腰值   | A → A |                      |
| 第四期 | 第1名 | ▲ 5    | 未有公佈撑腰值   | A → A |                      |
| 第五期 | 第1名 | ▬      | 16,906,210撐腰值 | A → A |                      |
| 第六期 | 第1名 | ▬      | 未有公佈撑腰值   | A → A |                      |
| 第七期 | 第4名 | ▼ 3    | 15,266,078撑腰值 | A → A |                      |
| 第八期 | 第1名 | ▲ 3    | 未有公佈撑腰值   | A → A |                      |
| 第九期 | 第1名 | ▬      | 11,836,817撑腰值 | A → A |                      |
| 第十期 | 第1名 | ▬      | 25,959,880撑腰值 | A → A | 成團並成為組合中心位 |

## 音樂作品

### 單曲
| 發行日期       | 歌曲名稱               | 歌曲資料 | MV | 備註                                                 |  |
| 2019年7月12日  | 《垃圾分類等你來》     | - 作詞：冥凰 - 作曲：小宇Cosmos - 編曲：小宇Cosmos                                                               |    | 與雙笙、奇然、石凱共同演唱                           |  |
| 2019年11月22日 | 《靠岸》               | - 作詞：汪哲俊 - 作曲：劉靜靜 - 編曲：彭軒                                                                       | ★  |                                                      |  |
| 2019年12月19日 | 《千歲》               | - 作詞：謠君 - 作曲：謠君 - 編曲：陳林len                                                                        |    |                                                      |  |
| 2020年4月19日  | 《星河入夢》           | - 作詞：蘇杰 - 作曲：沈力 - 編曲：彭軒                                                                           |    |                                                      |  |
| 2020年9月25日  | 《得自在》             | - 作詞：苏杰 - 作曲：沈力 - 編曲：彭軒 - 制作人:沈力/彭轩                                                        | ★  |                                                      |  |
| 2020年11月30日 | 《幼年時常哼的歌》     | - 作詞：葛贊 - 作曲：葛贊 - 編曲：Q.Luv                                                                          |    |                                                      |  |
| 2021年10月2日  | 《無錯》               | - 作词 : 一支榴莲 - 作曲 : 一支榴莲 - 编曲 : 百川 - 制作人 : 百川                                                |    |                                                      |  |
| 2022年5月3日   | 《青春旋律》           | - 作詞：王正一 - 作曲：王正一 - 編曲：岑思源 - 製作人：王正一                                                    |    | 新華社新媒體中心出品 與路濱琪共同演唱                |  |
| 2022年5月4日   | 《明日來信》           | - 原詞：HAOO/Anthony Starble - 中文詞：元和令/付茂華 - 作曲：HAOO/Anthony Starble - 編曲：郭一凡 - 製作人:郭一凡 |    | 青年音樂文化發展計劃·五四活動主題曲 與袁婭維共同演唱 |  |
| 2022年6月21日  | 《盛夏已至》           | - 作詞：趙景怡 - 作曲：趙佳霖 - 編曲：伍威 - 製作人：趙佳霖                                                      | ★  |                                                      |  |
| 2022年9月20日  | 《馭夢為舟》           | - 作詞：未子夫 - 作曲：黃愚人 - 編曲：李大白 - 製作人:黃愚人                                                     | ★  | 致敬载人航天30周年歌曲                               |  |
| 2022年11月4日  | 《青春挺值得》         | - 作詞：韓毅 - 作曲：蘭天奇 - 編曲：高藝蒙 - 製作人:夢帆 蘭天奇                                                  |    |                                                      |  |
| 2022年11月11日 | 《如麟一夢》           | - 作詞：夜小末/張暢 - 作曲：鄧強中/李建衡 - 編曲：AMAJ孫叡/劉義瑞/鄧強中 - 製作人:鄧強中                         | ★  |                                                      |  |
| 2023年3月3日   | 《春风予你》           | - 作詞：陶天然/靳苓艺 - 作曲：赵佳霖 - 編曲：伍威 - 製作人:赵佳霖                                                | ★  | 中国青年报《我的节目我的歌》系列音乐节目单曲         |  |
| 2023年6月13日  | 《用一分钟，做一个梦》 | - 作詞：张锐/Ryan Tedder - 作曲：人锦/J.S/Ryan Tedder - 編曲：张中豪 - 製作人:鹤这豹脾气/SteobackM/Ryan Tedder   | ★  |                                                      |  |
| 2023年9月10日  | 《国子吟》             | - 作詞：良朋 - 作曲：胡继沿 - 編曲：李建衡/张梓谦 - 製作人:胡继沿                                                | ★  |                                                      |  |
| 2023年9月28日  | 《18当燃》             | - 作詞：钟团团/Hubert Ng - 作曲：Hubert Ng - 編曲：金东炫 - 製作人:彭彭/金东炫                                   | ★  |                                                      |  |
| 2023年12月5日  | 《岁岁亦安》           | - 作詞：刘科/刘恩汛 - 作曲：孙艾藜 - 編曲：孙沛 - 製作人:林乔                                                    |    |                                                      |  |
| 2024年2月8日   | 《千年之尋》           | - 詞：張贏 - 曲：羅錕 - 編曲：羅錕                                                                               | ★  |                                                      |  |
| 2024年4月2日   | 《燦照花海》           | - 詞：明宸/昀璐 - 曲：田默忱 - 編曲：風子@忱studio - 製作人：林喬/武鵬飛                                         | ★  |                                                      |  |
| 2024年7月5日   | 《醒》                 | - 作詞:趙素冰 - 作曲:潘成                                                                                        | ★  |                                                      |  |
| 2024年7月5日   | 《天下計》             | - 和婁藝瀟一同演唱                                                                                               |    |                                                      |  |
| 2024年7月13日  | 《遇見光》             | - 詞：李權伶 - 曲：阿船 - 製作人：楊宇豪 - 編曲：趙連帥                                                          |    |                                                      |  |

### 專輯
| 發行日期      | 專輯名稱     | 歌曲名稱 | MV                          | 備註 |
| 2022年4月10日 | 《文刀劉》   | 《柳葉刀》 《白話文》 | ★ -                         |      |
| 2023年6月16日 | 《流域》     | 《AYO》 《春暉》 《時光會記得》 | ★                           |      |
| 2023年8月2日  | 《十方藝念》 | 《Focus》 《Firework》 《潮生》 《只聽晚風》 《酌》 《漠》 | ★ - - - - ★                 |      |
| 2024年7月17日 | 《宇宙詩人》 | 《你寫下了我的名字》 《Futuristic Automatic》 《點到為止》 《梧桐》 《光火》 《莫逆於心》 《別念》 《Starry》 《城池》 《不降落的風》 《似夢》 《伊人》 《桃花源記》 《淇奥》 | - ★ - - ★ - - - - - - - - - |      |

### 《創造營2021》表演曲目
| 發行日期      | 歌曲資料 | 備註         |
| 2021年2月20日 | 《天下》 - 歌曲說明：初評級舞台（組合唱跳） - 原唱者：張杰 - 合作演唱者：王孝辰、榮耀、薛八一、韋語節                                       | 第一期（下） |
| 2021年2月20日 | 《大魚》 - 歌曲說明：初評級舞台舞蹈（2人合作） - 原唱者：周深 - 合作表演者：王孝辰                                                          | 第一期（下） |
| 2021年3月3日  | 《蓮（Lit）》 - 歌曲說明：小組競演歌曲 - 原唱者：張藝興 - 合作演唱者：力丸、徐紹嵐、懌涵、任胤蓬、羅言、李洛爾                              | 第三期（上） |
| 2021年3月10日 | 《我們一起闖》 - 歌曲說明：節目官方主題曲 - 原唱者：原創歌曲 - 合作演唱者：全體學員 - 備註：擔任中心位                                      | 中文版       |
| 2021年3月10日 | 《Chuang To-Gather Go！》 - 歌曲說明：節目官方主題曲 - 原唱者：原創歌曲 - 合作演唱者：全體學員 - 備註：擔任中心位                           | 英語版       |
| 2021年3月27日 | 《化身孤島的鯨》 - 歌曲說明：位置測評歌曲(舞蹈组) - 原唱者：周深 - 合作表演者：屈柏宇、薛八一、、張璋 - 備註：擔任中心位，獲得小組撐腰王    | 第六期（上） |
| 2021年4月10日 | 《冒險計劃》 - 歌曲說明：主題考核歌曲 - 原唱者：原創歌曲 - 合作演唱者：伯遠、吳海、、張欣堯 - 助演嘉賓：孟美岐 - 備註：擔任中心位(粉丝投票) | 第八期       |
| 2021年4月24日 | 《少年的模樣》 - 歌曲說明：最終舞台歌曲 - 原唱者：原創歌曲 - 合作演唱者：奧斯卡、高卿塵、力丸、劉彰、尹浩宇、贊多、周柯宇                   | 第十期       |
| 2021年4月24日 | 《關山酒》 - 歌曲說明：個人能力展示（舞蹈組） - 原唱者：小魂                                                                                | 第十期       |

## 影視作品

### 電視劇／網絡劇
| 首播日期      | 頻道   | 劇名                                    | 角色   | 性質 | 備註 |
| 2020年8月10日 | 愛奇藝 | 《親愛的藥王大人》 （Dear Herbal Lord） | 楚啓賢 | 配角 |      |

## 演唱会
| 日期          | 演唱会名称                          | 城市   | 场馆                         |
| 2023年8月19日 | 刘宇首场个人演唱会「溯」            | 上海   | 上海宝山体育馆               |
| 2024年3月30日 | 刘宇起承转合巡回演唱会·成都站「瀧」 | 成都   | 成都凤凰山体育公园综合体育馆 |
| 2024年4月20日 | 刘宇起承转合巡回演唱会·合肥站「洄」 | 合肥   | 少荃体育中心                 |
| 2024年6月29日 | 刘宇起承转合巡回演唱会·南京站「漩」 | 南京   | 奧體中心體育館               |
| 2024年7月27日 | 刘宇起承转合巡回演唱会·佛山站「恒」 | 佛山市 | 佛山國際體育文化演藝中心     |
| 2025年4月12日 | 刘宇宇宙詩人巡回演唱会·合肥站「日」 | 合肥   | 少荃体育中心                 |
| 2025年5月10日 | 刘宇宇宙诗人巡回演唱会·深圳站「月」 | 深圳   | 深圳湾体育中心春茧体育馆     |
| 2025年7月5日  | 刘宇宇宙诗人巡回演唱会·寧波站「星」 | 寧波   | 寧波奧體中心體育館           |

## 外部連結
- 刘宇的新浪微博
- 刘宇的Instagram帳戶
- 劉宇的哔哩哔哩个人空间